# فينترمين
فينترمين (بالإنجليزية:  Phentermine)‏ هو أحد الأدوية المستخدمة في إنقاص الوزن.

## روابط خارجية
- "فينترمين". المكتبة الوطنية الأمريكية للطب. بوابة المعلومات الدوائية. مؤرشف من الأصل في 2020-10-21.
- "فينترمين". منظمة الصحة العالمية. البرنامج الدولي للسلامة الكيميائية. مؤرشف من الأصل في 2019-09-12.